# Айленбург
Айленбург (нем. Eilenburg, в.-луж. Jiłow) — город в Германии, районный центр, расположен в земле Саксония; в ряде дореволюционных источников, например в «ЭСБЕ», описывается как Эйленбург. Подчинён административному округу Лейпциг. Входит в состав района Северная Саксония. Население составляет 15392 человека (на 31 декабря 2014 года).
Занимает площадь 46,84 км².
Официальный код района — 14 3 74 090.
Город подразделяется на 9 городских районов.

## Достопримечательности
- Замок Айленбург — «колыбель Саксонии»
- Церковь св. Николая на Рыночной площади

## Известные лица, связанные с Айленбургом
- Карл Август Мёбиус (1825—1908) — немецкий учёный, один из основоположников экологии. Родился в Айленбурге.
- Франц Абт (1819—1885) — немецкий композитор, родился в Айленбурге.
- Мартин Ринккарт[нем.] (1586—1649) — немецкий поэт, музыкант и богослов, родился, жил и умер в Айленбурге, см. в Викитеке: Мартин Ринккарт.
- Тиле, Эрик (род. 1996) — немецкий борец вольного стиля, призёр чемпионатов Европы.

## Города-побратимы
| - Тирасполь (Приднестровье) - партнёрство аннулировано в 2017 г. |